# Rafael Betancourt
Rafael José Betancourt (Cumaná, 29 de abril de 1975) es un exlanzador venezolano de béisbol profesional. Betancourt jugó en las Grandes Ligas para los Cleveland Indians entre 2003 y 2009, y para los Colorado Rockies entre 2009 y 2013 y en 2015. También jugó con los Yokohama BayStars de la Liga Japonesa de Béisbol Profesional en el año 2000. Se desempeñó principalmente como lanzador relevista.

## Carrera profesional

### Boston Red Sox
Betancourt fue firmado originalmente como un agente libre amateur por los Boston Red Sox en septiembre de 1999. Los Red Sox lo liberaron al culminar la temporada 2009 y lo firmaron nuevamente como agente libre en diciembre de 2000 luego de pasar la temporada 2000 con los Yokohama BayStars. Se convirtió en agente libre otra vez en octubre de 2001, luego de cumplir con el tiempo acordado.

### Cleveland Indians

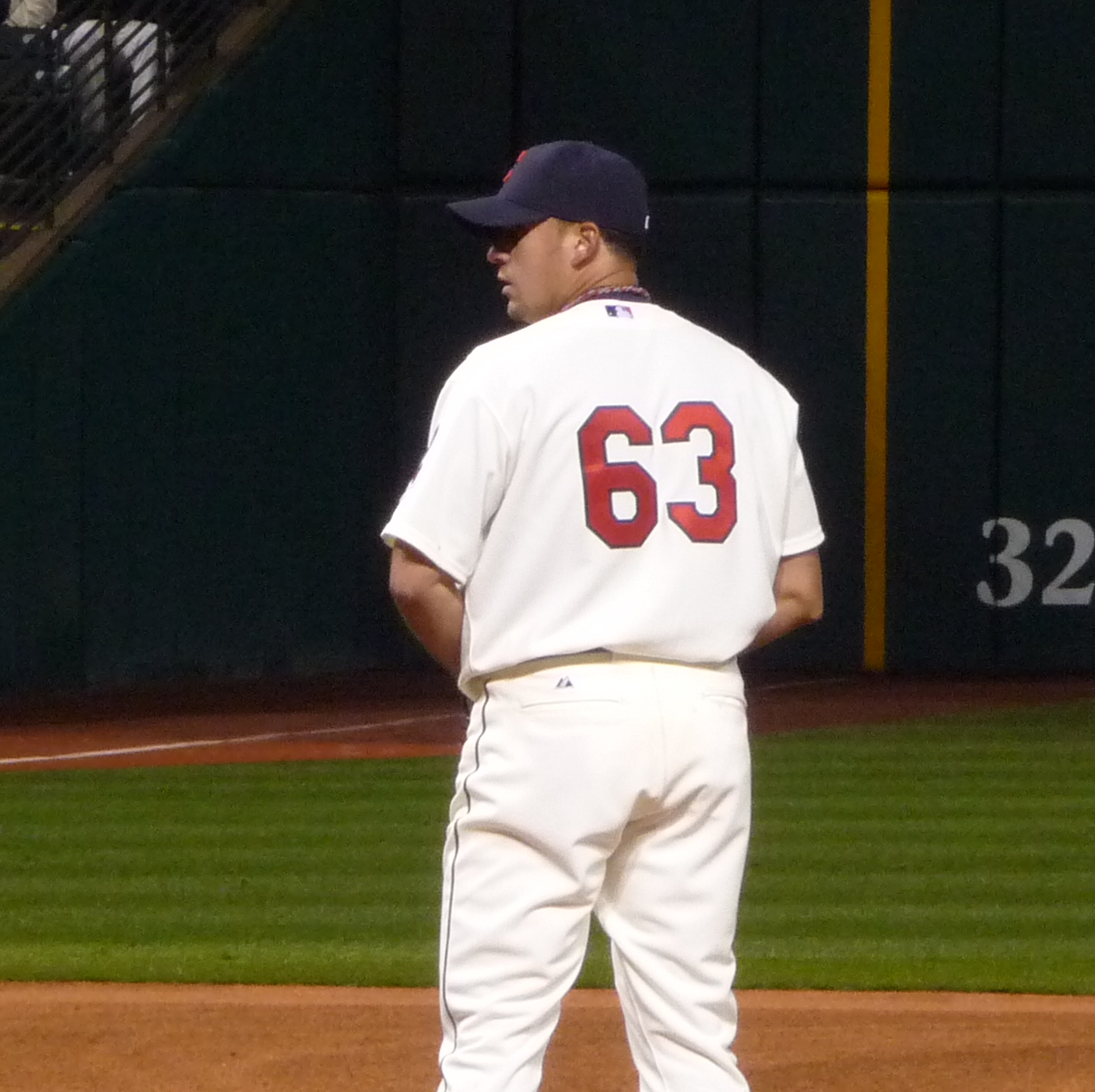
Lanzando con los Indians en 2009.

Después de estar fuera para la temporada 2002, Betancourt firmó con los Cleveland Indians un contrato de ligas menores e hizo su debut en Grandes Ligas el 13 de julio de 2003, frente a los Chicago White Sox.
El 8 de julio de 2005, se convirtió en el sexto jugador de Grandes Ligas en ser suspendido por dar positivo en una prueba de esteroides.
El 23 de enero de 2008, firmó un nuevo contrato de dos años con los Indians, con una opción de club para el 2010.

### Colorado Rockies
El 22 de julio de 2009, Betancourt fue transferido a los Colorado Rockies por el lanzador de liga menor Connor Graham. Su opción de club por 5,4 millones de dólares fue declinada al culminar la temporada, convirtiéndolo en agente libre. Betancourt clasificó como un agente libre tipo A, y le fue ofrecido arbitraje por los Rockies.
El 7 de diciembre de 2009, Betancourt aceptó la oferta de arbitraje de los Rockies, por lo que retornó al equipo.
El 25 de abril de 2014, Betancourt firmó un nuevo contrato de liga menor con los Rockies. Fue colocado en asignación el 23 de agosto de 2015, luego de registrar marca de 2-4 con 6.16 de efectividad y un juego salvado en 45 juegos con los Rockies.
Betancourt anunció su retiro del béisbol profesional el 25 de febrero de 2016.

## Estilo de lanzar
Los mejores lanzamientos de Betancourt son una recta de cuatro costuras a 90-94 millas por hora (mph) y un slider que con frecuencia se confunde con un slurve. También incluye en su repertorio un cambio de velocidad. Aunque no es considerado un lanzador de ponches, Betancourt posee un gran control y consigue un gran número de strikes. Él es un campocorto convertido en lanzador con una placa de metal y seis tornillos en el codo de lanzar.
Betancourt se conoce en algunos círculos por su extraña preparación antes de un lanzamiento. Constantemente golpea ligeramente el pie en la goma antes de lanzar con un corredor en base, mueve sus manos alrededor y sujeta la gorra de béisbol (a veces lo hace nueve veces) antes de lanzar el siguiente lanzamiento. Este es una de las más largas preparaciones en la liga. Hay una regla para evitar retrasos innecesarios que establece que si un lanzador toma por lo menos 12 segundos para realizar un lanzamiento, este se considera automáticamente como una bola. Betancourt es uno de los pocos lanzadores que han sufrido esta regla mientras lanzaban.